# چاه کهور
چاه کهور، روستایی از توابع بخش مرکزی، شهرستان فاریاب در استان کرمان ایران است.

## جمعیت
این روستا در دهستان کلاشگرد قرار دارد و براساس سرشماری مرکز آمار ایران در سال ۱۳۹۵، خالی از سکنهٔ دائم بوده‌است.